# هانا ور
هانا ور (به انگلیسی: Hannah Ware) (زاده ۸ دسامبر ۱۹۸۲) بازیگر و مدل انگلیسی است.
از فیلم‌های معروف او می‌توان به بازی در هیتمن: مأمور ۴۷ اشاره کرد.